# Joshua Kirby
Joshua Kirby (Parham, Suffolk, 1716 - Kew, 1774), a menudo erróneamente llamado John Joshua Kirby, fue un pintor de paisajes, grabador, escritor, dibujante y arquitecto inglés del siglo XVIII. Es famoso por sus publicaciones y por su condición de profesor especializado en la técnica de la perspectiva, basándose en las matemáticas de Brook Taylor.

## Biografía

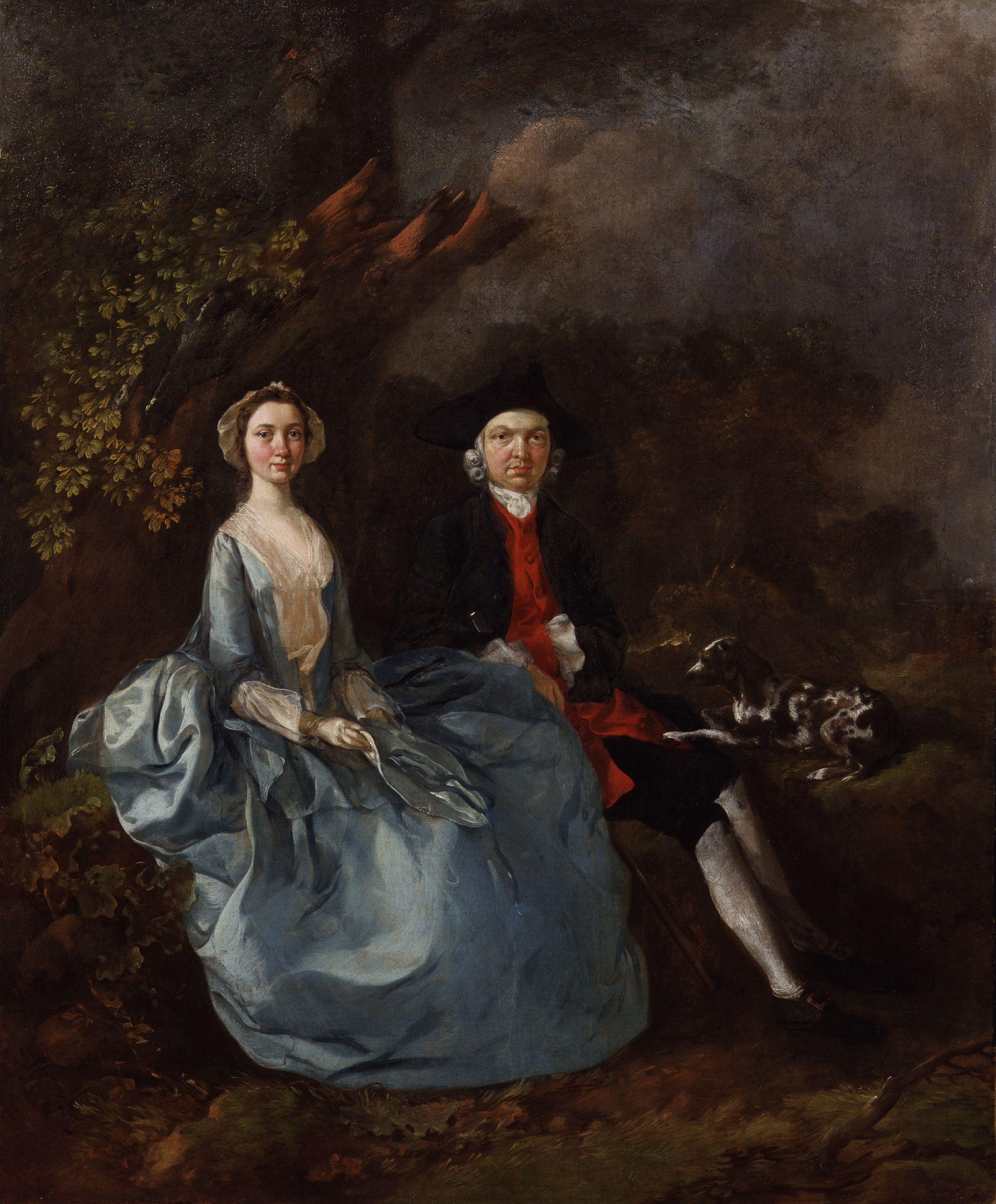
Sarah Kirby (nacida Bell) y Joshua Kirby, por Thomas Gainsborough.

Joshua fue el segundo de los cinco hijos del topógrafo John Kirby. En su juventud ayudó a su padre en la preparación de su importante Cartografía de Suffolk, que tomó la forma de un volumen (1735) titulado El viajero de Suffolk, un extenso diccionario geográfico en el que se describían las parroquias y pueblos, y los principales terratenientes, asientos, canonjías, antigüedades e industrias de los dos condados de Suffolk, Oeste y Este, texto homólogo del Mapa del Condado de John Kirby publicado en 1736. En 1739, Joshua se casó con Sarah Bell, matrimonio seguido al poco tiempo por el nacimiento de sus hijos Sarah (Sarah Trimmer) y William. Desde temprana edad fue muy estudioso, pero demostrando especial aptitud como artista, se estableció para trabajar como pintor en Ipswich y aceptó encargos. Estaba particularmente interesado en la perspectiva, y comenzó a preparar un tratado sobre el tema antes de descubrir el trabajo de Brook Taylor.
 
Trabó amistad con el pintor Thomas Gainsborough, interesándose por el paisaje, y con el estímulo del erudito Sir Joseph Ayloffe (que estaba recopilando materiales para una extensa historia de Suffolk) preparó ilustraciones de edificios antiguos y monumentos del condado. Doce de estos grabados de Kirby fueron publicados por J. Ford en 1748, dedicando cada uno a clientes individuales, con un folleto descriptivo.
Kirby también preparó ilustraciones para la Historia de Dunwich de Thomas Gardner, publicado en 1754.
En 1751 editó las pruebas para un volumen en cuarta sobre La Perspectiva de Brook Taylor, hecha fácil, tanto en la Teoría como en la Práctica, con una portada obra de William Hogarth. Siendo citado en el título, Kirby reclamó menos de lo que le correspondía por su trabajo original. La primera edición apareció a principios de 1754. En este período, visitaba con frecuencia Londres. Fue admitido como miembro honorario del proyecto de instrucción de Hogarth, en la Academia de St Martin Lane, donde dio una conferencia sobre la perspectiva. En 1754 ya había recibido tanto aliento por parte de artistas distinguidos, que su primera edición se suscribió hasta agotarse y, con 50 planchas de cobre, se realizó una segunda edición al año siguiente, con el precio (a los suscriptores) de una guinea. La Sátira sobre la Perspectiva Falsa de Hogarth de 1753 fue la portada.

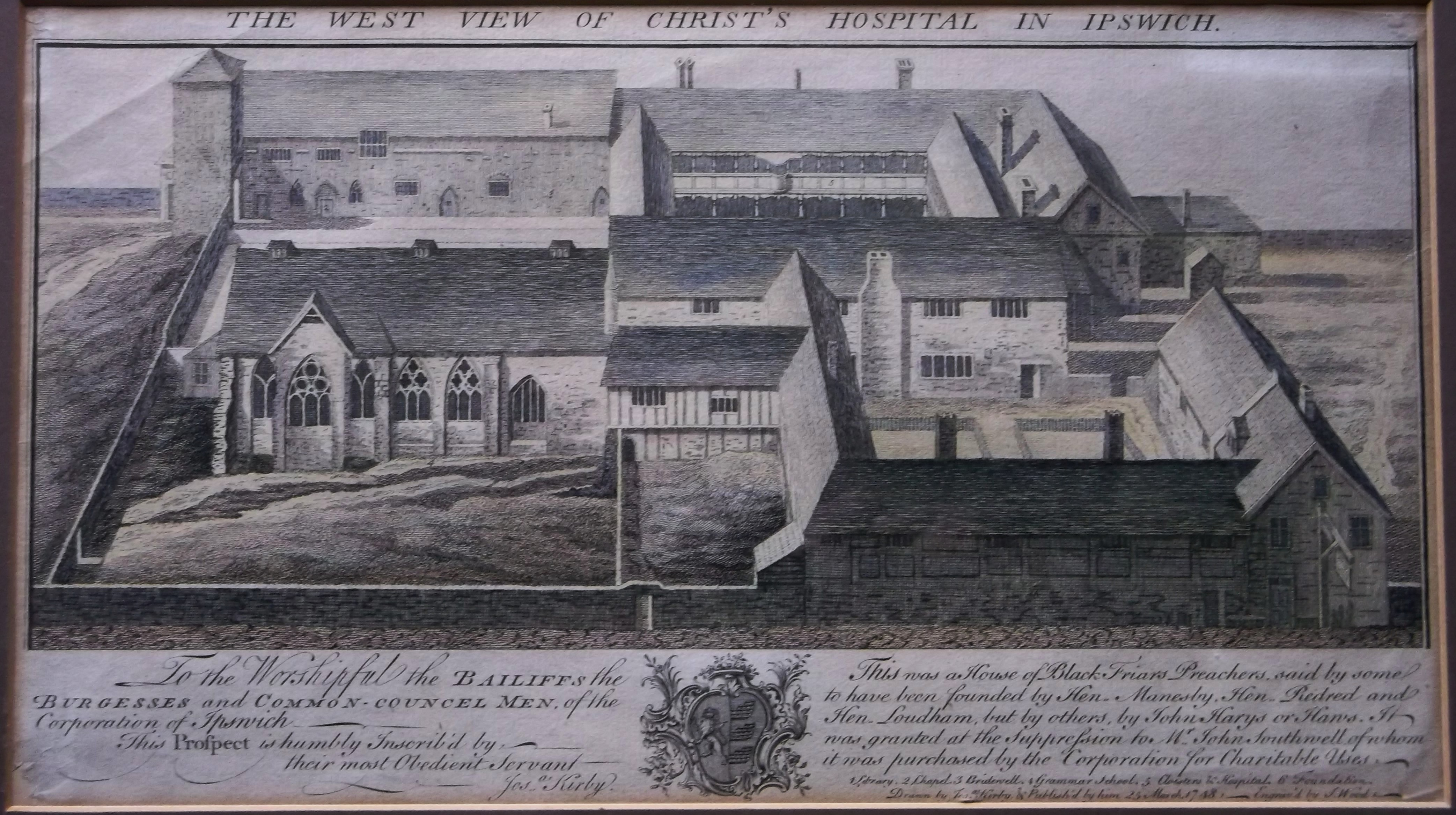
El caserío Blackfriars de Ipswich, uno de lis dibujos de la obra de Kirby Doce Grabados, 1748

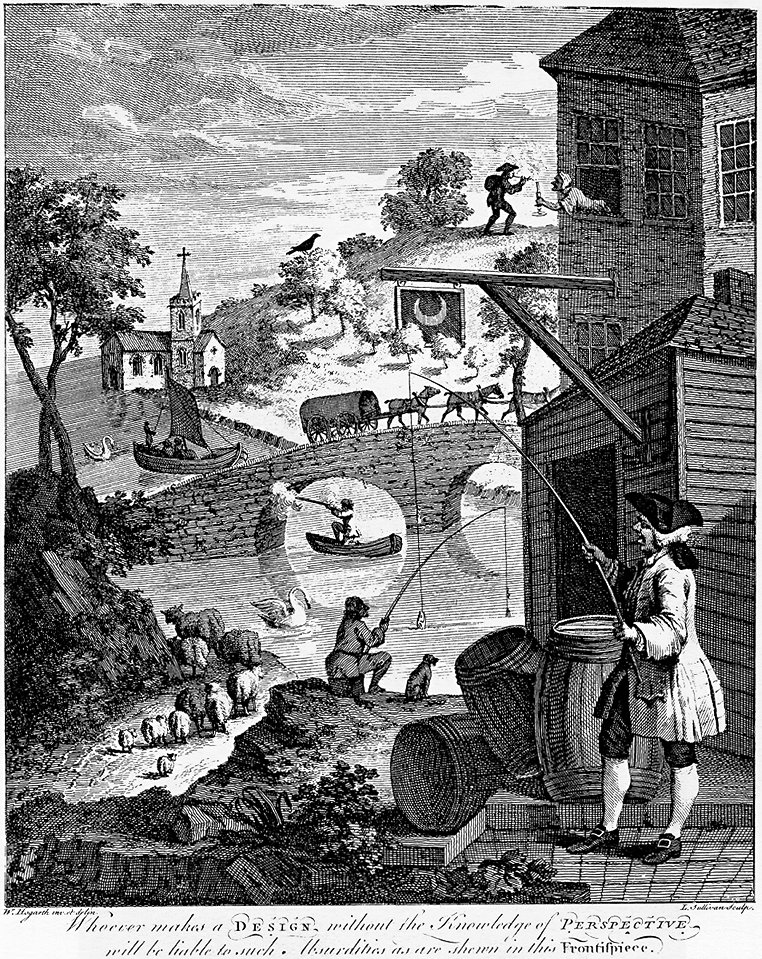
Sátira sobre la Falsa Perspectiva, mostrando los errores más habituales cometidos por los artistas en las perspectivas, obra de Hogarth, 1753

En 1755 Kirby se mudó a Londres, y posteriormente fue introducido por el Conde de Bute al Príncipe de Gales (el futuro rey Jorge III), a quien instruyó sobre la perspectiva. El Príncipe lo tuvo en tanta estima que le encargó que produjera ilustraciones arquitectónicas, y Kirby las publicó en 1761 con su apoyo (incluida una del propio Príncipe), en su obra maestra en dos volúmenes, La Perspectiva en la Arquitectura. El texto incorporaba nuevos principios para definir un sistema completo de la perspectiva en la Arquitectura, tanto en lo que se refiere a la verdadera delineación de objetos, como a la doctrina de la luz y la sombra. La primera parte describía el uso del sector arquitectónico, un instrumento inventado por el Conde de Bute, y el segundo, un nuevo método para dibujar los Cinco Órdenes, estructuras elegantes, etc., en perspectiva. Fue muy admirado. Tras su ascenso al trono, su majestad nombró a Kirby Maestro de Talleres en Kew, acompañado por su hijo William Kirby.
En 1763, Joshua y su hermano William Kirby (abogado de Witnesham, Suffolk y padre del reverendo William Kirby) emitieron reservas de suscripción para una nueva edición del trabajo de su padre, y la segunda edición ampliada de The Suffolk Traveler apareció en 1764, y el Mapa en 1766. Fue elegido un Miembro de la Royal Society en 1767, y también miembro de la Sociedad de Estudios Clásicos de Londres. 
Nuevas ediciones del Método de la perspectiva hecha fácil se produjeron en 1765 y 1768. El libro continuó siendo un trabajo estándar popular hasta que fue reemplazado por el de Thomas Malton, publicado en 1771. De 1768 a 1771 Kirby fue presidente de la Sociedad Incorporada de Artistas, una organización dividida en su declive, a partir de la que se planificó y formó la Royal Academy of Arts, institución en la que se negó a aceptar una Cátedra de Perspectiva.
Kirby, un hombre devoto y algo modesto, estaba muy orgulloso de su hijo William, quien fue enviado a Italia para estudiar durante tres años entre 1768 y 1771 a expensas personales del rey, y regresó lleno de promesas. Sin embargo, William murió de repente, poco después de su retorno a Inglaterra. Joshua Kirby murió en Kew, a los 58 años, en 1774, seguido un año después por su esposa. Ambos fueron enterrados en el cementerio de la iglesia de St Anne, en  Kew. Thomas Gainsborough, quien murió en 1788, fue enterrado cerca, habiendo pedido especialmente que se le sepultara junto a su viejo y fiel amigo.

## Escritos y publicaciones
- An Historical Account of the Twelve Prints of Monasteries, Castles, antient Churches and Monuments, in the County of Suffolk, which were drawn by Joshua Kirby, Painter in Ipswich, and published by him 26 March 1748. (W. Craighton, Ipswich 1748).
- Dr. Brook Taylor's Method of Perspective Made Easy, Both in Theory and Practice. In Two Books. Being An Attempt to make the Art of Perspective easy and familiar; To Adapt it intirely to the Arts of Design; And To make it an entertaining Study to any Gentleman who shall chuse so polite an Amusement. By Joshua Kirby, Painter. Illustrated with Fifty Copper Plates; most of which are Engrav'd by the Author. (Ipswich 1754).
- The Description and Use of a New Instrument Called, An Architectonic Sector. By Which Any Part of Architecture may be Drawn With Facility And Exactness. (London 1761).
- The Perspective of Architecture. A Work Entirely New; Deduced From The Principles of Dr. Brook Taylor; And Performed by Two Rules only of Universal Application. Begun By Command of His Present Majesty, When Prince of Wales. By Joshua Kirby, Designer in Perspective to His Majesty. (London 1761).
- The Suffolk Traveller. By John Kirby, of Wickham-Market, Who took an actual survey of the whole County in the Years 1732, 1733, and 1734. The Second Edition, With large Additions and Amendments. Now Published by Joshua Kirby, and William Kirby, Sons of the Author. (1764)
- A New Map of the County of Suffolk: Taken from the Original Map published by Mr John Kirby in 1736. Who took an Actual and Accurate Survey of the Whole County; Now republish'd (with Corrections, & Additions) by Joshua and William Kirby, sons of the Author, 1766; And Engrav'd by Jno. Ryland.
- Dr. Brook Taylor's Method Of Perspective Made Easy; Both in Theory and Practice: In Two Books. Being An Attempt to make the Art of Perspective easy and familiar; To adapt it entirely to the Arts of Design; And To make it an Entertaining Study to any Gentleman who shall chuse so polite an Amusement. By Joshua Kirby, Designer In Perspective To Their Majesties. And Fellow of the Royal and Antiquarian Societies. Illustrated With Many Copper-Plates, Correctly Engraved under the Author's Inspection. The Third Edition, with several Additions and Improvements. (London 1768).

Véase también en: 
- Chambers, William, R.A., Plans, Elevations, Sections, and Perspective Views Of The Gardens And Buildings At Kew in Surry, The Seat of Her Royal Highness The Princess Dowager of Wales. By William Chambers, member Of the Imperial Academy of Arts at Florence, and of the Royal Academy of Architecture at Paris, Architect To the King, and to Her Royal Highness the Princess Dowager of Wales. (London 1763)